# Ali Saibou

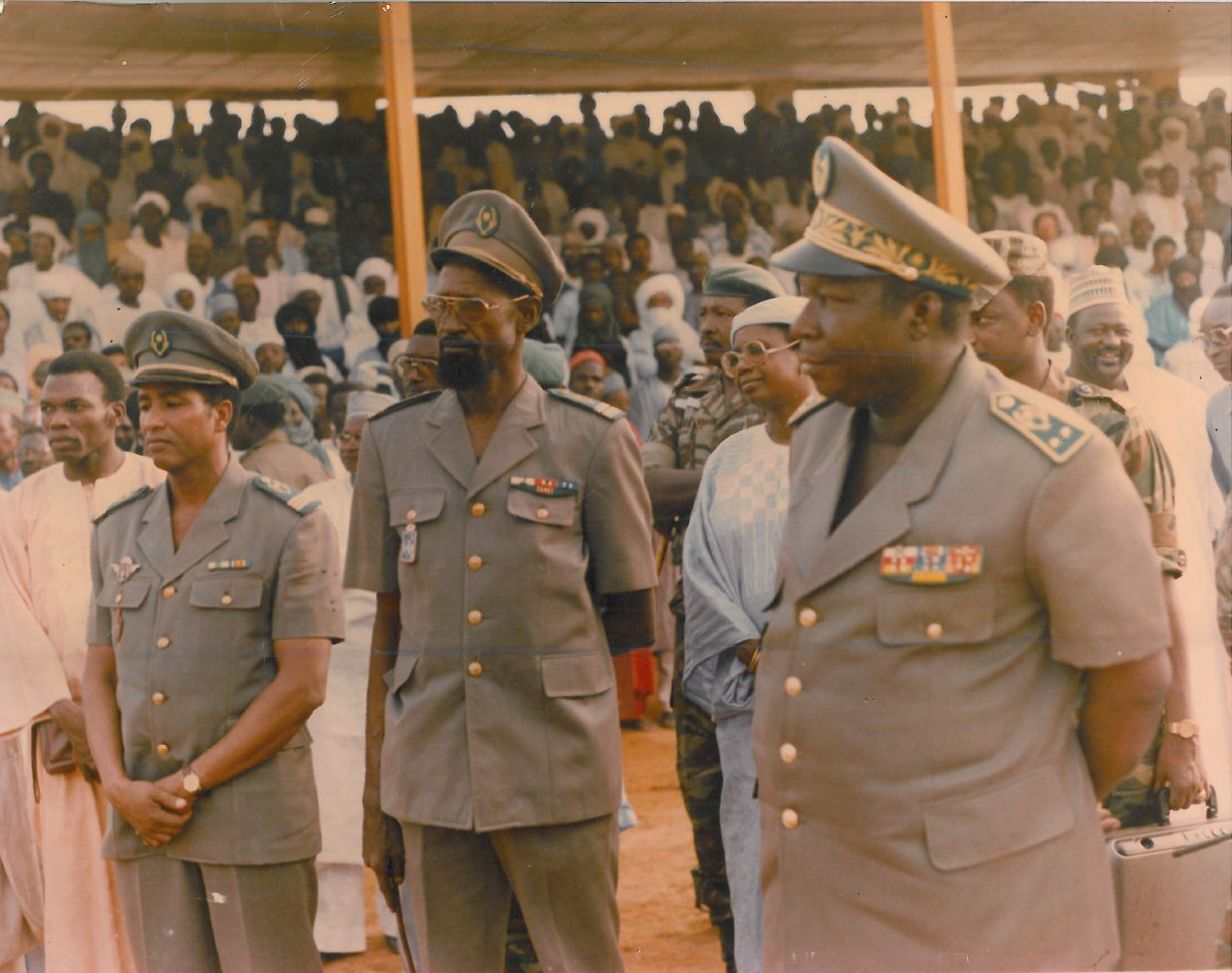
Ali Saibou (rechts vorne) neben Bagnou Beido (Bildmitte)

Ali Saibou (* 1940 in Dingazi Banda, Ouallam; † 31. Oktober 2011 in Niamey) war ein nigrischer Politiker und von 1987 bis 1993 Staatspräsident seines Landes. Er gehörte der Ethnie der Zarma an und stammt aus demselben Dorf wie Seyni Kountché.

## Karriere
Schon früh war er an einer militärischen Karriere interessiert und besuchte ab 1954 eine Militärschule in Senegal. Danach trat er dem First Senegalese Tirailleurs Regiment bei. Er war in Kamerun im Einsatz und wurde dort auch verwundet.
Nach der Unabhängigkeit Nigers 1960 wurde er in der nigrischen Armee Sergeant. Er besuchte die Offizierschule, bekam 1969 das Kommando über eine Einheit in N’Guigmi und 1973 über eine in Agadez, wo er schließlich zum Hauptmann befördert wurde. Saibou beteiligte sich 1974 am Putsch von Kountché und verlagerte seine Einheit nach Niamey. Als Belohnung wurde er zum Major befördert und zum Minister für die Wirtschaft im ländlichen Raum, für Klima und für Hilfsleistungen für die Bevölkerung ernannt sowie am 20. November 1974 zum Personalchef.
Kountché war misstrauisch gegenüber Saibou und entließ ihn im Juni 1975 aus dem Kabinett und bat ihn, sein Kommando aufzugeben. Saibou bat im Gegenzug um die Entlassung aus dem Dienst. Das zerstreute die Ängste Kountchés und Saibou blieb ihm gegenüber loyal bis zu seinem Tod.
Dann sicherte Saibou seinen Anspruch als Nachfolger Kountchés durch die Nominierung durch die oberste Militärführung, indem Rivalen mit diplomatischen Aufgaben nach Übersee geschickt wurden und indem er die Nationale Bewegung der Entwicklungsgesellschaft (MNSD-Nassara) in die einzige Partei Nigers verwandelte. Nach dem Tod Kountchés fungierte er von 1987 bis 1989 als Präsident des Obersten Militärrats, Staatschef, Verteidigungsminister und Innenminister. Bei den nach dem Verfassungsreferendum von 1989 abgehaltenen Präsidentschaftswahlen von 1989 war er der einzige Kandidat. Neben dem Präsidentenamt übte er auch weiterhin das Amt des Verteidigungsministers aus.
Anfang 1990, ausgelöst von Studenten und einem Anschlag von Tuareg auf Tchintabaraden, wurden die Militärgesetze aufgehoben. Damit wurde Saibou praktisch entmachtet. Seine Amtszeit endete mit den von Mahamane Ousmane gewonnenen Präsidentschaftswahlen von 1993. Saibou zog sich in den Ruhestand in sein Heimatdorf zurück.